# Sint-Bonifatiuskerk (Elsene)
De Sint-Bonifatiuskerk (Frans: Église Saint-Boniface) is een kerkgebouw in de Belgische gemeente Elsene in het Brussels Hoofdstedelijk Gewest, gelegen aan de Vredestraat 23.

## Geschiedenis
Dit bedehuis werd van 1846 tot 1849 gebouwd als driebeukige hallenkerk. Architect was Joseph Jonas Dumont. Het is een van de eerste Brusselse neogotische gebouwen. Van belang is de rijk versierde voorgevel, uitgevoerd in zandsteen van Gobertange. Deze wordt bekroond door een toren die zich boven de middenbeuk bevindt.
Het transept werd in 1885 toegevoegd en ook het koor, oorspronkelijk een veelhoekige apsis, werd vergroot. Architect was Louis De Curte.
Het interieur, aanvankelijk neoclassicistisch geïnspireerd, werd vervangen door een neogotisch kerkmeubilair. François Malfait heeft hiervan veel ontworpen, zoals biechtstoelen, koorgestoelte, orgelkast en -galerij. Het hoofdaltaar dateert van 1910, waarbij Remy Rooms het beeldhouwwerk van het altaarstuk verzorgde en Ernest Wante de geschilderde luiken, evenals schilderijen in het transept. Het atelier van Gustave Ladon vervaardigde de glas-in-loodramen. Voorts zijn er tal van heiligenbeelden.
Het monument ter herinnering aan politicus Charles Woeste bevindt zich onmiddellijk vóór de kerk.